# End Conscription Campaign

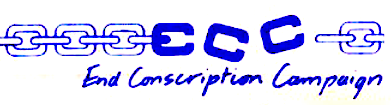
Logo.

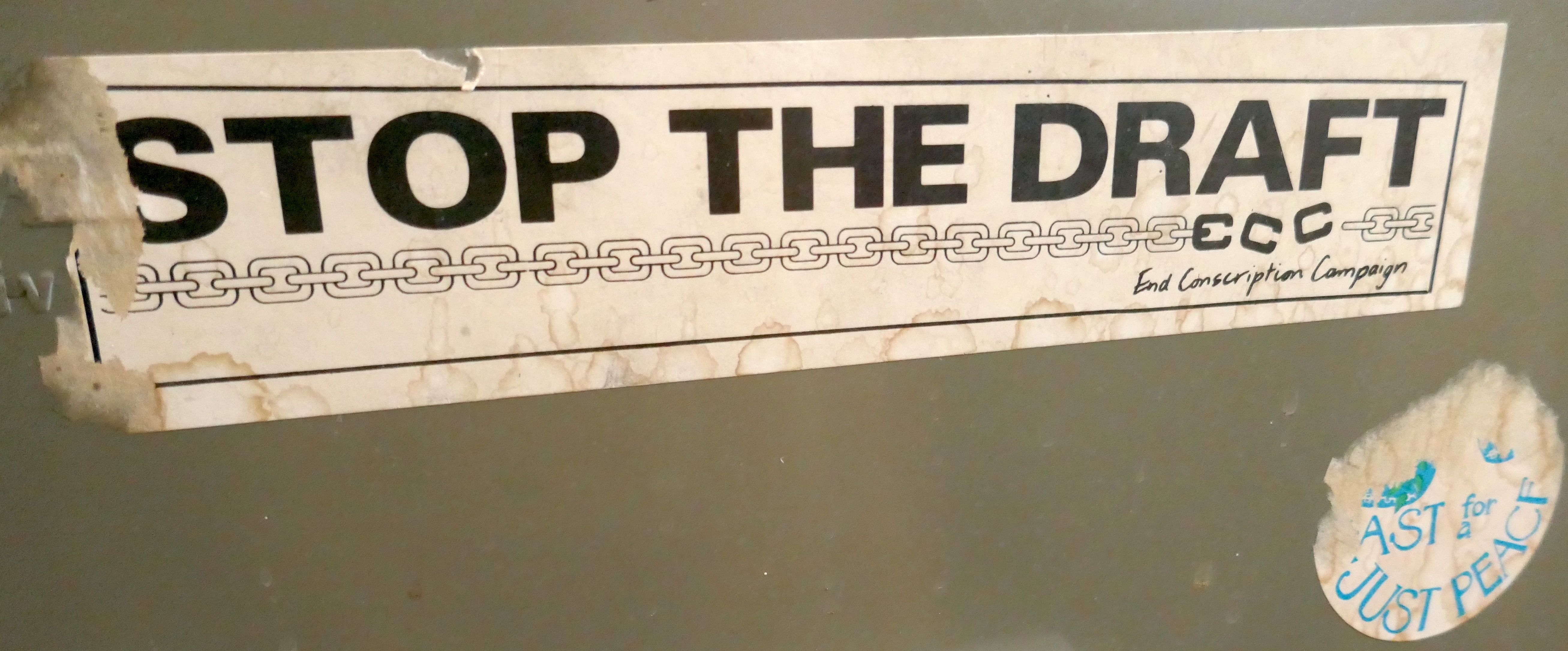
Autocollants de la campagne ECC.

End Conscription Campaign ou ECC (en français Campagne pour la fin de la conscription) est une organisation anti-apartheid portée par une partie de la population blanche en Afrique du Sud. Créée en 1983, elle s’opposait au service militaire obligatoire au sein de la Force de défense nationale sud-africaine.   

## Conscription sous le régime d'apartheid
Sous le régime d’apartheid, tous les jeunes blancs étaient contraints d’effectuer un service militaire pour leur pays, d’une durée d’un an puis de deux dès 1977. La militarisation de l’Afrique du Sud atteint son pic dans les années 80, durant lesquelles un refus de conscription était passible d’une peine allant jusqu’à 6 ans de prison. 
Il faut attendre 1989 pour que durée de la conscription revienne à une durée d’un an. Elle est supprimée en 1993 avec la fin du régime. 

## Création de l'organisation
La campagne ECC a vu le jour en 1983 lors de la conférence du groupe de soutien des objecteurs de conscience. Elle était initialement une simple structure de coordination appuyée par 50 organisations affiliées avant de se développer comme organisation à part entière. 
Au-delà du soutien apporté aux objecteurs de conscience, l’ECC servait principalement à diffuser l’information sur le service militaire et proposait des alternatives pacifistes et volontaires. De nombreuses campagnes ont été lancées, notamment concernant la présence de forces armées dans les townships. 
Le mouvement est véritablement devenu national en 1988 lorsqu'une augmentation significative du nombre de refus face à la conscription pu être observée, atteignant plus de 770 personnes l’année suivante.

## Objection de conscience et antimilitarisme
D’abord pour des raisons religieuses et pacifistes, l’objection de conscience est devenue politique dans les années 1980. En effet, ceux qui exprimaient leur refus de la conscription s’opposaient par la même occasion au rôle joué par les forces militaires dans le maintien de l’apartheid, ainsi que leur implication dans les conflits en Afrique du Sud-Ouest (actuelle Namibie) et en Angola.
D’autres mouvements antimilitaristes ont été créés, comme le Congrès des résistants à la guerre en Afrique du Sud (Congress of South African War Resistors). Les femmes occupaient une place importante dans ces mouvements, apportant une nouvelle perspective sur le rapport au militarisme au sein de la population masculine blanche.

## Répression
Dès 1983, une loi sur la défense (un amendement) a introduit une distinction entre les objecteurs selon leurs motivations, religieuses ou politiques. 
Lorsque les objections ont commencé à augmenter fortement à la fin des années 1980, le gouvernement a estimé qu’il y avait un danger pour le maintien des forces de défenses nationales. Il a alors usé de différentes stratégies pour limiter l'influence du mouvement. La campagne ECC a été décrite comme dangereuse pour l’État, son message politique a été discrédité, les convictions de ses membres ont été ignorées, ils ont été traités de lâches ou de déviants sexuels. L’organisation est officiellement interdite en 1988, quand le gouvernement instaure des lois d’exception dans le pays.
À l’échelle individuelle, plusieurs objecteurs étaient victimes d’agressions, de harcèlement voire de menace de mort. En 1986, une centaine d’entre eux étaient détenus.

## Opposants
- David Bruce
- Dr Ivan Toms
- Charles Bester
- Janet Cherry
- Saul Batzofin